# محمد سامي عبد الصادق
محمد سامي عبد الصادق هو أستاذ القانون المدني بكلية الحقوق جامعة القاهرة، ويشغل حاليًا منصب رئيس جامعة القاهرة. شغل قبل ذلك منصب نائب رئيس الجامعة لشئون خدمة المجتمع وتنمية البيئة بموجب القرار الجمهوري رقم 41 لسنة 2020، كما شغل منصب المُستشار القانوني للمجلس الأعلى للجامعات بقرار من وزير التعليم العالي والبحث العلمي ورئيس المجلس الأعلى للجامعات رقم 347 لسنة 2023.

## مسيرته المهنية
كان، في السابق، مُعاونًا بالنيابة العامة بموجب قرار رئيس الجمهورية رقم 1 لسنة 1995، إلا أنه آثر العمل بالمجال الأكاديمي. فقد تقلد العديد من المناصب الإدارية مثل رئيسًا للقسم الإنجليزي بكليته في الفترة من عام 2015 حتى 2017، وتلاه العمل مُديرًا لمركز جامعة القاهرة للتعليم المفتوح/ المُدمج عن العام الأكاديمي 2018/2017.

## جوائز
- جائزة الطالب المثالي بكلية الحقوق لعام 1993.
- جائزة السنهوري في القانون المدني المقارن لعام 1994.
- جائزة المركز القومي للبحوث الاجتماعية والجنائية لأفضل بحث في مجال حقوق الإنسان لعام 2004.
- جائزة الشخصية الأكثر تأثيرًا في أنشطة صندوق مكافحة علاج وتعاطي الإدمان بمحافظة الجيزة لعام 2021.